# Le Beau Danube bleu (film, 1939)
Pour les articles homonymes, voir Le Beau Danube bleu et The Blue Danube.
 (septembre 2024).
Si vous disposez d'ouvrages ou d'articles de référence ou si vous connaissez des sites web de qualité traitant du thème abordé ici, merci de compléter l'article en donnant les références utiles à sa vérifiabilité et en les liant à la section « Notes et références ».
Pour plus de détails, voir Fiche technique et Distribution.
Le Beau Danube bleu (The Blue Danube) est un court métrage d'animation américain réalisé par Hugh Harman et sorti le 28 octobre 1939.

## Synopsis
Un chef d'orchestre mène la mélodie qui se dissout dans une série de paysages. Au fur et à mesure que la musique reprend, une roue hydraulique apparait et une fée émerge d'un tourbillon et se met à chanter devant de petites créatures des bois. Les oiseaux réveillent les chérubins endormis, qui commencent leur travail consistant à récolter. Un univers avec d'autres animaux (cygne).

## Fiche technique[1]
- Durée : 7 minutes
- Rapport de forme : 1.37:1
- Production : MGM
- Réalisation : Hugh Harman
- Scénario : Jack Cosgriff, Charles McGirl
- Casting : Marion Darlington, Jeanne Dunne